# Universitat de Wasit
La Universitat de Wasit (àrab: جامعة واسط, Jāmiʿat Wāsiṭ) és una de les universitats iraquianes fundada el gener de 2003 a Al Kut, Wasit, Iraq.
La universitat inclou tres col·legis que abans pertanyien a la Universitat Al Qadisiyah: la Facultat d'Educació, fundada el 1996, la Facultat d'Economia i Gestió, fundada l'any 2000, amb els departaments d'Economia i el Departament de Gestió, i la Facultat de Ciències, creada l'any 2001 amb els departaments de Biologia, Ciències i Física. El 2005 la universitat es va expandir per incloure quatre noves facultats: arts, medicina, enginyeria i dret.

## Facultats
- Facultat d'Educació, 1996
- Facultat de Gestió i Economia, 2000
- Facultat de Ciències, 2001
- Facultat de Belles Arts, 2005
- Facultat de Medicina, 2005
- Facultat d'Enginyeria, 2005
- Facultat de Dret, 2005
- Facultat d'Agricultura
- Facultat d'Educació Bàsica
- Facultat d'Educació Esportiva, 2010
- Facultat de Veterinària
- Facultat d'Odontologia
- Facultat de Ciències de l'Educació Física i de l'Esport
- Facultat d'Informàtica i Matemàtiques
- Col·legi de Mitjans de Comunicació